# Pilea smithii
Pilea smithii är en nässelväxtart som beskrevs av Ellsworth Paine Killip. Pilea smithii ingår i släktet pileor, och familjen nässelväxter. Inga underarter finns listade i Catalogue of Life.